# Distrikt Sonche
Der Distrikt Sonche liegt in der Provinz Chachapoyas in der Region Amazonas in Nord-Peru. Der Distrikt wurde am 7. April 1954 gegründet. Er besitzt eine Fläche von 121 km². Beim Zensus 2017 wurden 268 Einwohner gezählt. Im Jahr 1993 lag die Einwohnerzahl bei 261, im Jahr 2007 bei 228. Sitz der Distriktverwaltung ist die 2070 m hoch gelegene Ortschaft Sonche (oder San Juan de Sonche) mit 111 Einwohnern (Stand 2017). Sonche befindet sich 10 km östlich der Provinz- und Regionshauptstadt Chachapoyas.

## Geographische Lage
Der Distrikt Sonche befindet sich in der peruanischen Zentralkordillere nordzentral in der Provinz Chachapoyas. Im Süden und im Westen wird das Areal von dem Fluss Río Sonche begrenzt. Dieser bildet an der westlichen Distriktgrenze eine tiefe Schlucht.
Der Distrikt Sonche grenzt im Südwesten an den Distrikt Chachapoyas, im Westen an den Distrikt Huancas, im Norden an den Distrikt Valera (Provinz Bongará), im Nordosten an die Distrikte Chiliquín und Quinjalca, im Osten an den Distrikt Molinopampa sowie im Südosten an den Distrikt San Francisco de Daguas.

## Ortschaften
Neben dem Hauptort gibt es folgende größere Ortschaften im Distrikt:
- Nuevo Olmal